# Хатітау
Хатіта́у — невеликий острів в Червоному морі в архіпелазі Дахлак, належить Еритреї, адміністративно відноситься до району Дахлак регіону Семіен-Кей-Бахрі.

## Географія
Розташований на північний захід від острова Аукан. Має видовжену з півночі на південь форму. Довжина острова до 3 км, ширина до 0,8 км. Окрім західного берега острів облямований кораловими рифами.